# Sistrurus catenatus tergeminus
Sistrurus catenatus tergeminus es una subespecie de crótalo venenoso que se puede encontrar en las llanuras de los Estados Unidos. En algunas zonas su distribución coincide con la de S. c. edwardsii.

## Descripción
La longitud de los adultos es desde 35 cm hasta 91 cm con una longitud media de 68 cm. Otras medidas daban unos valores de entre 46 y 66 cm y con un máximo de 88,3 cm.
Se parece mucho a S. c. catenatus pero es más pálida y contrasta mucho con las manchas marrones. El vientre es de color blanco con algunas manchas negras.

## Distribución y hábitat
Se encuentra en las llanuras del suroeste de los Estados Unidos, entre el río Misisipi y las Montañas Rocosas. Especificando más: desde el extremo sureste de Nebraska y el noroeste de Misuri, y por el suroeste hasta el río Colorado pasando por el este y centro de Kansas, el oeste y centro de Oklahoma; y por el norte y centro de Texas.
Se pueden encontrar principalmente en las zonas pastizales, en el borde de bosques abiertos, o en laderas rocosas.

## Comportamiento
A menudo utilizan madrigueras de otros animales para refugiarse. 
Comen principalmente roedores, pero también pueden comer lagartos y ranas. 
Sus cascabeles son considerablemente más puntiagudos que las que tienen las especies más grandes de cascabeles, a veces dándolos el apodo en inglés de "buzztail". 
Son principalmente nocturnas, sobre todo durante los meses de verano cuando hace demasiado calor para estar activo, aunque a veces se las puede ver tomando el sol. A menudo se pueden encontrar inmediatamente después de tormentas de lluvia.

## Veneno

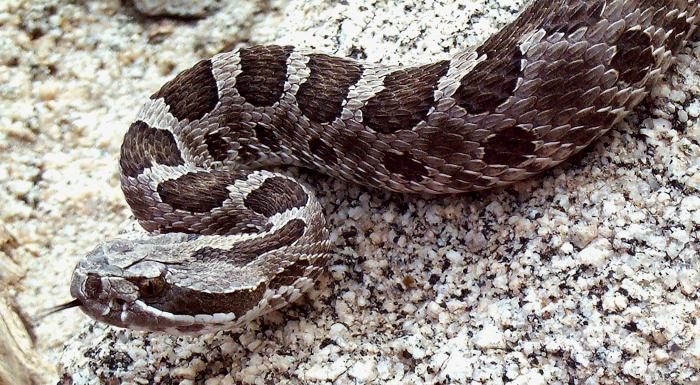

Gota a gota, el veneno de esta subespecie es más potente que las de muchas especies más grandes de cascabeles, pero debido a la menor cantidad de veneno que es capaz de ofrecer en una sola mordedura, el peligro se reduce mucho. No son consideradas mortales, pero el veneno es una hemotoxina poderosa que puede causar hinchazones, necrosis, y dolores intensos. El tratamiento médico debería ser buscado inmediatamente para cualquier mordedura de serpiente venenosa.